# باشگاه فوتبال سنت ایوس تاون
باشگاه فوتبال سنت ایوس تاون (به انگلیسی: St. Ives Town Football Club) یک باشگاه فوتبال در شهر سنت ایوس، کمبریج‌شایر، کشور انگلستان است که در سال ۱۸۸۷ میلادی تأسیس شده‌است.